# Dasyprocta prymnolopha
Dasyprocta prymnolopha é um roedor de médio porte, popularmente conhecido como cutia-de-dorso-preto no Brasil. É uma espécie de cutia da família Dasyproctidae, esta família é constituída por roedores da subordem Hystricognathi, divididos em dois gêneros: Dasyprocta (as cutias) e Myoprocta (as cotiaras). Além de também ser um mamífero roedor endêmico do nordeste do brasileiro, por se tratar de uma espécie herbívora, alimenta-se de vegetais, cereais, tubérculos e frutas, e apresentam importante papel na dispersão de sementes, uma vez que eles apresentam o hábito de enterrar seu alimento.

## Descrição
A cutia (Dasyprocta prymnolopha) é caracterizada por ser um roedor de médio porte, chegando a uma média de peso de aproximadamente 4 kg e mede de 50 a 60 cm, de patas alongadas e finas, com uma cauda simples e rudimentar, que é comum ficar escondida no pelo. A cabeça é estreitada, com o focinho encurtado, as orelhas largas e médias e os olhos grandes. Dispõe de uma coloração alaranjada com um dorso mais marrom e preto do que as outras espécies da familia Dasyproctidae, com membros pélvicos longos e membros torácicos curtos, que auxiliam a leva o alimento a boca na hora da alimentação, e com unhas bastante fortes, devido a seu hábito de escavar. Seus pares de dentes incisivos são longos estendendo-se para fora da boca, característica essa que facilita a sua alimentação na hora de abrir alimentos mais sólidos.  Os membros posteriores longos (com três dedos desenvolvidos, com unhas cortantes, correspondentes a pequenos cascos) resultam na característica da cutia de ser muito boa saltadora, capazes de saltar na vertical a 2 metros de uma posição ereta, ou seja, em pé.

## Distribuição geográfica e habitat
As cutias se distribuem geograficamente desde a América do Sul até América Central, tem como habitat principal as florestas pluviais, como a floresta amazônica e a mata atlântica, cerrados,  florestas semidecíduas e caatingas, geralmente com a distribuição em consonância com os cursos de água. No Brasil se distribuem desde os estados do Pará a leste do rio Tocantins, Maranhão, Rio Grande do Norte, Pernambuco, Alagoas, Goiás, Bahia, até o nordeste de Minas Gerais em cotas altimétricas de até 900m.

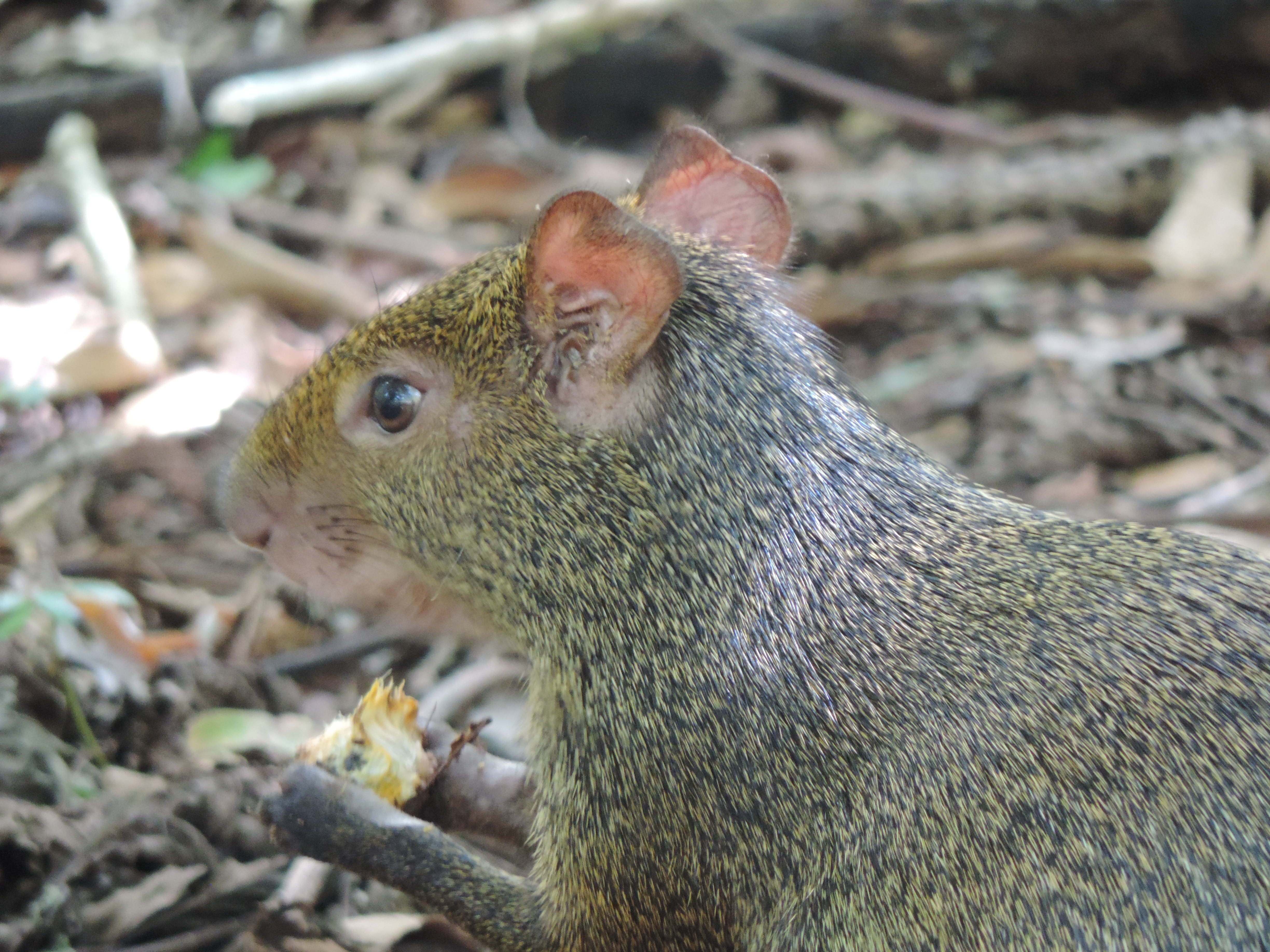
Cutia (Dasyprocta prymnolopha)

## Alimentação
Por se tratar de uma espécie herbívora, considerados mamíferos que são exclusivamente fitófagos, se alimentam na maioria das vezes de raízes, frutos e vegetais suculentos, além de sementes de diversas árvores que encontra na natureza, o que caracteriza a importância destes animais na dispersão de sementes, uma vez que as cutias apresentam o hábito de enterrar seu alimento dentro do seu território. Na época de carência de alimentos, ela vai aos locares que enterrou seus alimentos como estoque e os desenterra. O sistema de comunicativo entre as cutias é principalmente feito pela audição e pelo olfato, a comunicação olfativa é realizada através de odores deixados pela urina e pela secreção de uma glândula do reto, tais odores funcionam na identificação de integrantes do mesmo grupo e para delimitarem o território e localizarem o alimento que esconderam anteriormente.

## Ecologia e comportamento
As cutias dedicam parte do seu tempo para o descanso principalmente no final da manhã e início da tarde, observam-se muitas posições de apoio dos membros, em lugares caracterizados como abrigo ou refúgio desses animais.
A exploração do territorio desses animais se caracteriza, na maioria das vezes, por meio do farejamento. A cutia costuma farejar o chão ou o ar (levantando o focinho para cima), em sentido reto ou lateral, nos dois sentidos da cabeça. Ao farejar, se locomove com constância, chegando a se apoiar com os membros superiores nas paredes das baias quando estão em cativeiro. Porém, quando fareja o chão, a cabeça fica em posição normal em relação à postura do animal. Pode-se relacionar o olfato aguçado das cutias com a busca pela recuperação, em época de escassez de alimentos, de sementes enterradas por elas mesmas em épocas de grande disponibilidade de alimentos.  Além disso, há a utilização do olfato como meio de comunicação entre esses animais do mesmo grupo.
Para a alimentação, há o hábito de levar o alimento até a boca, em posição sentada, que é muito comum entre roedores de outras espécies, usando os membros superiores, mais especificamente as mãos que seguram o alimento antes de serem ingeridos, trazendo o alimento, por menos que fosse ate perto da boca, é um comportamento muito característico das cutias, que foi registrado somente com grãos e frutos secos. Em grãos de milho, quando estão bem molhados e úmidos, as cutias têm o costume de retirar as películas que ficam em volta da semente. Nesse momento de alimentação pode haver também a disputa por alimentos, então quando o animal está se alimentando, é corriqueiro a aproximação de um indivíduo do mesmo grupo na tentativa de roubar o alimento, se for bem sucedida a retirada do alimento, o outro animal pode tentar recuperar ele ou não. Geralmente esse roubo de alimentos é observado em machos dominantes sobre machos submissos.
Sobre a limpeza corporal, esses animais limpam as partes do corpo de forma frequente com a língua, sem muitas repetições. Os dentes são usados na  retirada e a procura de parasitas, promovendo a autolimpeza. Essa limpeza do corpo e principalmente a retirada de parasitas, podem ser feitas por outros indivíduos do mesmo grupo, sem o envolvimento de hierarquia ou submissão.
Quando a cutia se sente ameaçada e sente sinais de perigo, como por exemplo, sons fortes e estranhos, indivíduos desconhecidos, elas batem com rapidez os membros pélvicos no chão. Esse comportamento que é caracterizado como thumping (que quando traduzido para o português significa “batendo”) e pode ser realizado em conjunto com sons mecânicos (com os dentes) ou de gritos. Em outras situações, ela levanta a cabeça em sinal de alerta e posição imóvel, podendo ou não eriçar os pelos dorsais ou  realizar corridas aleatórias e rápidas, caso se sinta muito ameaçada.

## Ameaças
Apesar da IUCN considerar a espécie como “pouco preocupante", devido à destruição de seu habitat natural, por conta do desmatamento e pela caça predatória, cutia se destaca, entre as espécies mais predadas, por ter sofrido significativa redução de suas populações, sendo um dos mamíferos mais perseguidos pelos caçadores. Atualmente a criação desses animais em cativeiro é usada como alternativa de preservação da espécie, já que mantem a espécie selvagem salva da predação.

## Reprodução
Quanto aos aspectos reprodutivos, as fêmeas parem de um a dois filhotes por parto; o período de gestação médio é de 117 dias e a duração média do ciclo estral é de 34 dias.

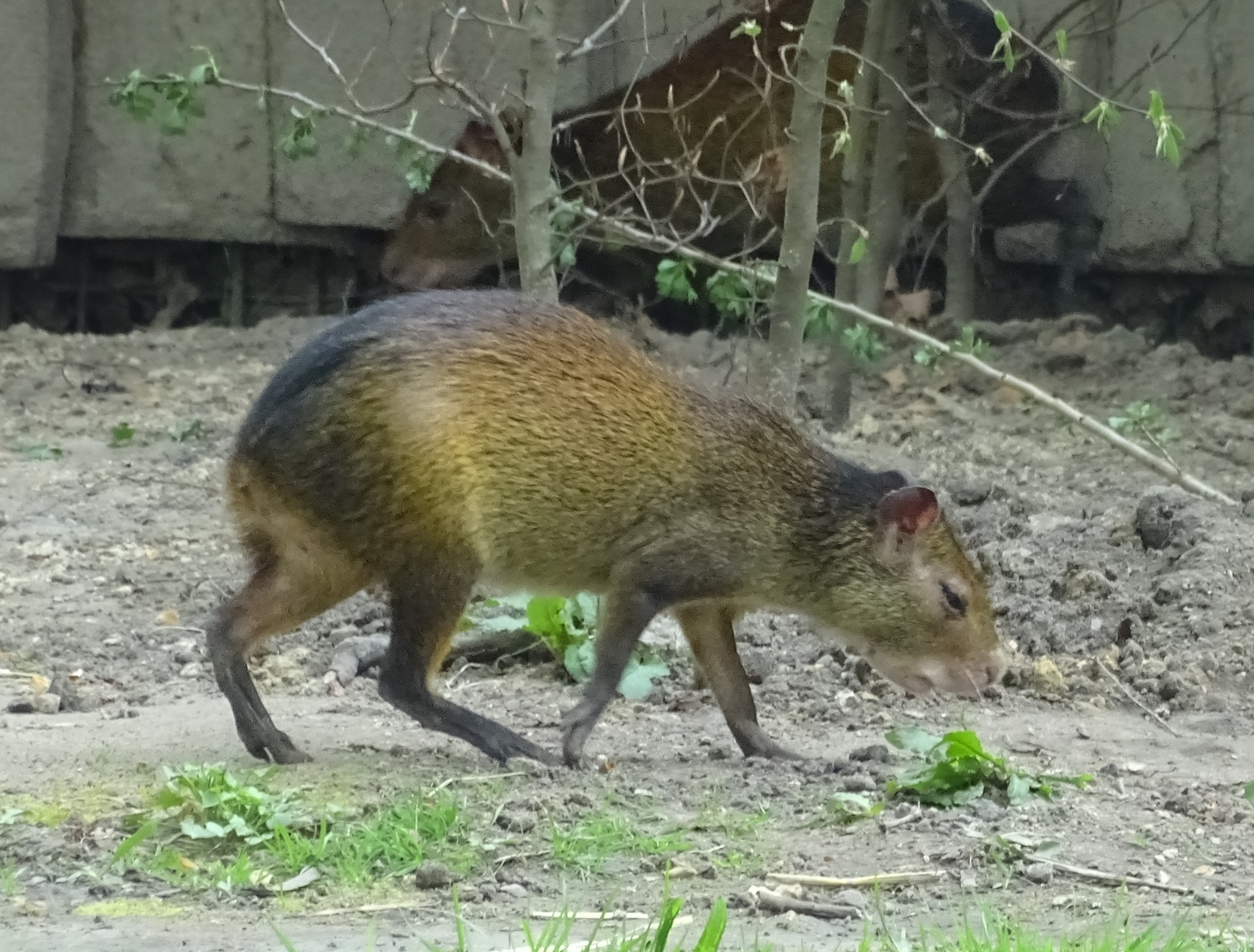
Planckendael zoo Black-rumped agouti 02

## Esqueleto axial e apendicular de cutias
Considerando-se as características anatômicas do esqueleto axial- que corresponde ao crânio, coluna vertebral, costelas e esterno - dessa espécie do gênero Dasyprocta e do esqueleto apendicular - que corresponde  ao  púbis, ísquio, ílio, fêmur, patela, tíbia, fíbula, tarso, metatarso, falange proximal, falange média, falange distal, escápula, clavícula, úmero, rádio, ulna, carpo, metacarpo - as informações são escassas na literatura referente a esta espécie, mas há pesquisas sobre esqueleto axial da cutia no geral que pode-se colocar em comparação com a espécie referida.
No esqueleto axial tem-se que o crânio da cutia é triangular e alongado, com as órbitas incompletas e localizadas lateralmente no terço médio entre os ossos occipital e nasal. Observa-se também uma projeção caudal, curvada dorsalmente e pontiaguda no ângulo entre o ramo e o corpo da mandíbula.
As vértebras cervicais maiores são o áxis e o atlas e as cinco outras vértebras são mais largas e curtas. O atlas apresenta um acentuado processo espinhoso e a asa do áxis é bem desenvolvida. Há 13 vértebras torácicas e quanto mais caudal, ou seja, quanto mais perto da cauda da cutia, maior é o corpo vertebral. O processo espinhoso da primeira vértebra é pouco desenvolvido e praticamente perpendicular, assim também como o da décima segunda e décima terceira vértebras; os demais processos espinhos são bem salientes e se tornam mais inclinados caudalmente e menos proeminentes a partir da segunda vértebra torácica.
Há sete vértebras lombares e, quanto mais caudal, os processos transversos tornam-se maiores, sendo bem destacados a partir da terceira vértebra lombar. A terceira, quarta, quinta e sexta vértebras lombares se destacam das demais por apresentam os maiores corpos vertebrais, enquanto a primeira e a sétima possuem os menores.
O sacro é composto por quatro vértebras fundidas, é alongado e estreito no sentido crânio-caudalmente e de comprimento uniforme. Há oito ou nove pequenas vértebras caudais. As costelas são estreitas e formadas por longo eixo, um tubérculo, o qual se articula com os processos transversos das vértebras torácicas, e uma cabeça, a qual se articula com os corpos das vértebras. O esterno é alongado e consiste de uma grande cartilagem do manúbrio em forma lanceolada, cinco esternébras (esterno + vértebras) e uma cartilagem xifóide.
No esqueleto apendicular tem-se que a cintura escapular da cutia consiste de duas escápulas, com acrômios bem acentuados, e duas clavículas longas. O úmero possui o tubérculo maior saliente, fossa radial e do olécrano comunicantes e tuberosidade deltóide pouco desenvolvida. As tuberosidades do rádio são pouco evidentes e este osso não se apresenta fundido à ulna, a qual acompanha o rádio em comprimento. A fileira proximal de carpos é formada pelos carpos intemediorradial, ulnar, acessório e falciforme. A fileira distal é composta pelos carpos I, II, III, e IV. Há cinco metacarpos e cinco dígitos no membro torácico, e cada um com falange proximal, média e distal, exceto o primeiro, o qual contém falange proximal e distal. A pelve é alongada, estreita e o acetábulo, profundo e arredondado; o fêmur apresenta eixo longitudinal longo e trocânter maior bem desenvolvido . A tíbia e a fíbula não são fundidas, sendo a fíbula bem delgada e equivalente ao tamanho da tíbia. No tarso, a fileira proximal é composta pelo talo, calcâneo, osso társico tibial medial e central; na fileira distal há o tarsometatarso I, e o II, III e IV ossos do tarso. No membro pélvico há três dígitos e os metatársicos II, III e IV, com três falanges em cada, e um pequeno osso metatársico V.